# Bopyrione toloensis
Bopyrione toloensis är en kräftdjursart som beskrevs av John C. Markham 1980. Bopyrione toloensis ingår i släktet Bopyrione och familjen Bopyridae. Inga underarter finns listade i Catalogue of Life.